# ادگواتر (مریلند)
ادگواتر (به انگلیسی: Edgewater) شهری در ایالت مریلند کشور ایالات متحده آمریکا است که جمعیت آن در سرشماری سال ۲۰۱۰ میلادی، ۹٬۰۲۳ نفر بوده‌است.